# Hossein Kalani
Hossein Kalani (n. Teherán, 23 de enero de 1945) es un exfutbolista iráni que jugaba en la demarcación de delantero.

## Biografía
Debutó como futbolista en 1965 con el Shahin FC, después de formarse cinco años en la cantera del club. Jugó durante tres años más en el club hasta que en 1968 fichó por el Persépolis FC. Durante un año fichó por el Paykan FC, hasta que en 1970 volvió al Persépolis. En su segunda etapa en el club, se hizo con la Liga Premier de Irán en tres ocasiones, siendo además el máximo goleador de la Liga Iraní en 1971 y en 1972. Tras volver al Shahin FC, se retiró en 1976.

## Selección nacional
Jugó un total de 24 partidos con la selección de fútbol de Irán, marcando además once goles. Participó en la Copa Asiática 1968 y en la edición de 1972, ganando ambos torneos. También disputó en los Juegos Asiáticos de 1970, siendo eliminados en la primera ronda.

## Clubes
| Club          | País | Año         |
| ------------- | ---- | ----------- |
| Shahin FC     | Irán | 1965 - 1968 |
| Persépolis FC | Irán | 1968 - 1969 |
| Paykan FC     | Irán | 1969 - 1970 |
| Persépolis FC | Irán | 1970 - 1975 |
| Shahin FC     | Irán | 1975 - 1976 |

## Palmarés

### Campeonatos nacionales
| Título               | Club          | País | Año  |
| -------------------- | ------------- | ---- | ---- |
| Liga Premier de Irán | Persépolis FC | Irán | 1971 |
| Liga Premier de Irán | Persépolis FC | Irán | 1973 |
| Liga Premier de Irán | Persépolis FC | Irán | 1975 |

### Campeonatos internacionales
| Título        | Club                        | País | Año  |
| ------------- | --------------------------- | ---- | ---- |
| Copa Asiática | Selección de fútbol de Irán | Irán | 1968 |
| Copa Asiática | Selección de fútbol de Irán | Irán | 1972 |

### Distinciones individuales
| Título                              | Club                        | País | Año  |
| ----------------------------------- | --------------------------- | ---- | ---- |
| Máximo goleador de la Liga Iraní    | Persépolis FC               | Irán | 1972 |
| Máximo goleador de la Liga Iraní    | Persépolis FC               | Irán | 1973 |
| Máximo goleador de la Copa Asiática | Selección de fútbol de Irán | Irán | 1972 |